# 第五代何奧子爵威廉·何奧
第五代何奧子爵威廉·何奧，KB，PC（英語：William Howe, 5th Viscount Howe，1729年8月10日—1814年7月12日），英國軍官及政治家，美國獨立戰爭期間曾任北美英軍總司令。

## 生平
何奧生於1729年，家世與英國皇庭淵源甚廣。父親第二代何奧子爵伊曼紐爾·何奧曾為英國下議院議員及巴巴多斯總督，母親經常出入英皇喬治二世及喬治三世的宮廷，而外婆更是漢諾威選侯恩斯特·奧古斯特的私生女、喬治一世的同父異母妹妹。伊曼紐爾一共生有三個兒子，分別為長子第三代何奧子爵喬治·何奧、次子理查德·何奧、及三子威廉·何奧本人。何奧兄弟的仕途雖受皇室蔭祐，但三人都是優秀的軍事將領：喬治·何奧受到詹姆斯·沃爾夫推崇，在鐘琴堡戰役前夕陣亡；理查德·何奧加入皇家英國海軍，在七年戰爭屢立戰功，並且獲得喬治·羅德尼大力讚賞，後來更陞遷至海軍上將。
威廉·何奧在17歲以捐納取得騎兵旗官（Cornet）軍銜，參與奧地利王位繼承戰爭，後來又與沃爾夫結為友好。七年戰爭爆發後，何奧跟隨沃爾夫參與亞伯拉罕平原戰役，後來又隨軍攻佔蒙特利爾、攻打法國近海的貝勒島及西班牙的古巴哈瓦那殖民地。1758年何奧在諾定咸的下議院選區獲選，替補長兄喬治戰死後的空缺。1764年何奧晉陞為上尉，再在1768年陞任懷特島副總督。1772年何奧陞任少將，並且引入新式步兵訓練方法，同時推廣發展輕步兵。
何奧兄弟與北美殖民地的關係非常良好。當長兄喬治在北美戰死後，麻薩諸塞議會捐出了250英磅，在西敏寺立碑紀念；班傑明·富蘭克林也曾多次造訪理查德·何奧，兩人交情匪淺。當英國與北美殖民地的關係在1770年代日漸緊張之際，何奧兄弟俱公開反對《強制法案》，並且同情殖民地的政治理念。然而何奧仍然盡忠於英國，並在1775年被任命為北美英軍總司令湯馬士·蓋奇的副手。
何奧在1775年5月抵達波士頓，其時列星頓和康科德戰役剛好結束不久。雖然何奧的軍事能力在過往備受稱許，但他在美國獨立戰爭期間卻經常受到批評。在1775年6月的邦克山戰役中，他指揮英軍正面攻擊，結果英軍傷亡慘重。接著何奧獲擢升為北美英軍總司令，卻在1776年紐約及新澤西戰役多次讓美軍逃脫，使喬治·華盛頓及湯瑪斯·潘恩有機可乘，及時穩住大陸軍的士氣軍心。1777年何奧發動費城戰役，卻仍未能迫使革命派屈服；由魁北克省南下的約翰·伯戈因更因此欠缺支援，最後在薩拉托加戰役兵敗投降。雖然薩拉托加之敗與伯戈因的過份自信有更大關係，但何奧也感到自己難辭其咎。1777年10月何奧向國會請辭，並在1778年4月獲批，由亨利·克林頓爵士接替為北美英軍總司令。
返國後何奧在1780年的下議院選舉連任失敗，但在1782年獲任命進入英國樞密院。法國大革命戰爭爆發後，何奧一度恢復全職軍役，但只負責英國本土的防禦事務。1795年何奧調為特韋德河畔伯立克的總督，並在1799年兄長理查德無嗣而亡後繼承爵位，是為第五代何奧子爵。晚年何奧健康轉差，在1804年轉任普利茅斯總督，最後在1814年去世。由於何奧本身亦無子嗣，何奧子爵就此斷絕。

## 外部連結
- 维基共享资源上的相關多媒體資源：第五代何奧子爵威廉·何奧
- General Howe's Orderly book June 30, 1776 – Oct 1776